# Marina Ossipowna Naryschkina

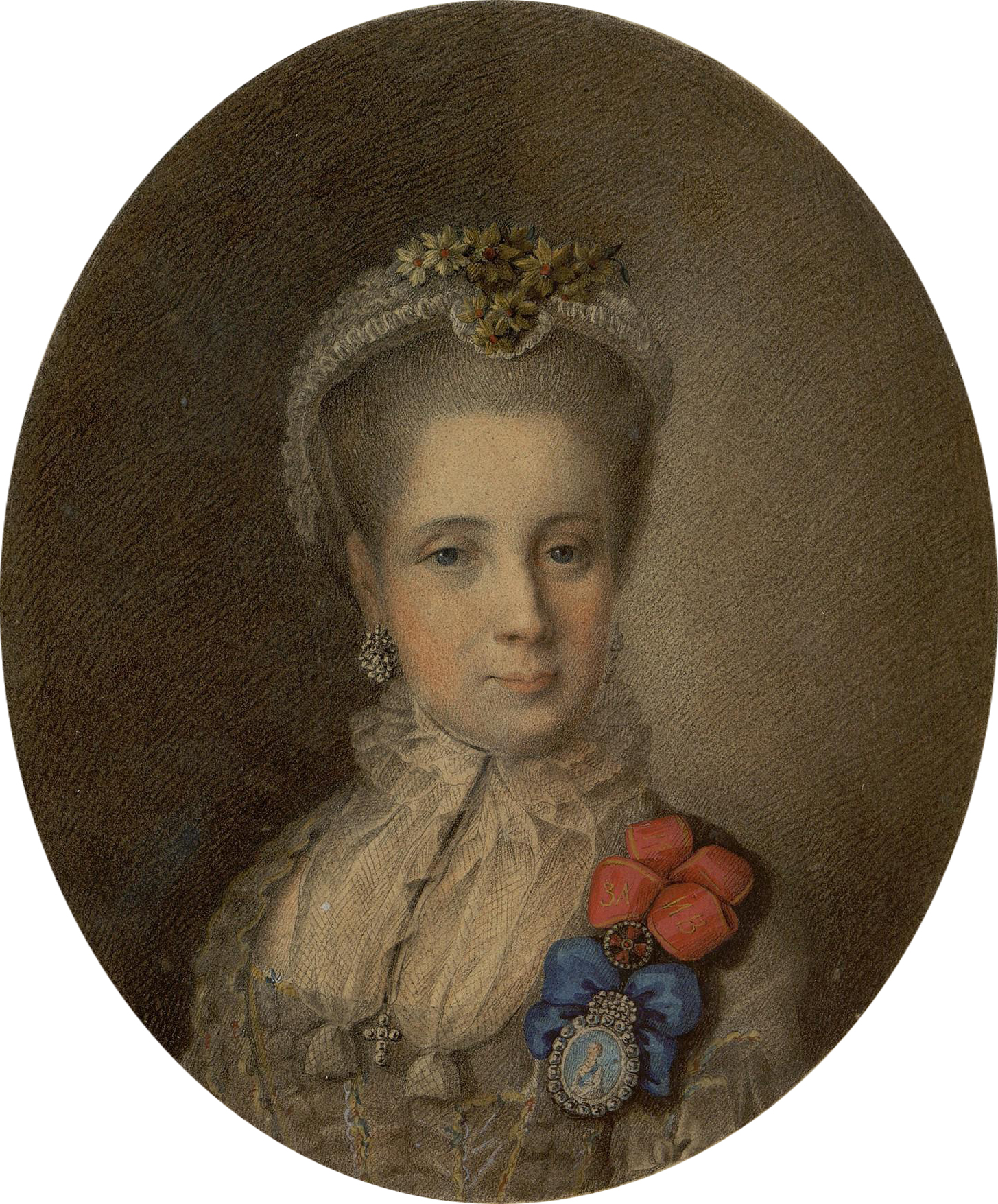
Marina Ossipowna Naryschkina

Marina Ossipowna Naryschkina (russisch Марина Осиповна Нарышкина) (* 1741; † 28. Juli 1800 in Sankt Petersburg) war eine russische Adlige und Hofdame.

## Leben
Marina Ossipowna Naryschkina genaues Geburtsdatum und Ort sind unbekannt. Möglicherweise wurde sie in Kleinrussland geboren. Ihre Eltern waren Ossip Lukjanowitsch Sakrewski († 1769) und die Kosakin Anna Grigorjewna geb. Rasumowskaja (1722–1758). Seit 1755 diente sie der Zarin Elisabeth Petrowna als Hofdame. 1758 heiratete sie den russischen Oberstallmeister, Kammerherrn, Generalleutnant am Hof von Zar Peter III. und Günstling Zarin Katharina II. Lew Alexandrowitsch Naryschkin (1733–1799). 1797 erhielt sie von Zarin Katharina II. den Titel einer kaiserlichen Staatsdame und den Orden der Heiligen Katharina verliehen. Sie starb im Jahre 1800 in Sankt Petersburg und fand ihre letzte Ruhestätte im Alexander-Newski-Kloster. Ihr ältester Sohn war der russische Oberkammerherr Alexander Lwowitsch Naryschkin (1760–1826). Ihre Tochter Jekatarina Lwowna (1762–1820) heiratete den russischen Diplomaten Juri Alexandrowitsch Golowkin (1762–1846).

## Auszeichnungen
- Russischer Orden der Heiligen Katharina, II. Klasse